# 국도 제12호선 (일본)
일본 12번 국도(일본어: 国道12号→국도 12호)는 일본 홋카이도 삿포로시 주오구와 아사히카와시를 잇는 총 연장 156.9 km의 일본의 일반 국도이다. 전 노선이 도오 자동차도와 같이 병행하여 달린다.

## 주요 경유지
- 홋카이도
  - 이시카리 진흥국 관내
    - 삿포로시 주오구 - 시로이시구 - 아쓰베쓰구 - 에베쓰시

  - 소라치 종합진흥국 관내
    - 이와미자와시 - 미카사시 - 비바이시 - 소라치군 나이에정 - 스나가와시 - 다키카와시 - 후카가와시

  - 가미카와 종합진흥국 관내
    - 아사히카와시